# Dikhau
Der Dikhau (auch Dikhu oder Dikhow) ist ein linker Nebenfluss des Brahmaputra in den indischen Bundesstaaten Arunachal Pradesh und Assam.
Der Dikhau entspringt im Patkai-Gebirge im nördlichen Teil von Nagaland 90 km nordnordöstlich von Kohima. Das Quellgebiet liegt am Nuroto Hill im Distrikt Zunheboto. Der Dikhau durchfließt das Gebirge in nördlicher Richtung. Dabei trennt er den Distrikt Mokokchung im Westen vom Distrikt Tuensang im Osten. Hauptzuflüsse des Dikhau sind Yangyu rechts kommend vom Tuensang-Distrikt sowie Nanung aus dem Langpangkong-Kamm im Mokokchung-Distrikt. Nahe Naginimora verlässt der Dikhau das Bergland und erreicht das Tiefland von Assam. Er wendet sich nach Nordnordwest und später nach Westen. Er schlängelt sich durch das Tiefland und passiert die Kleinstadt Simaluguri sowie die Distrikthauptstadt Sivasagar.
Schließlich erreicht der Dikhau das Südufer des Brahmaputra.
Der Dikhau hat eine Länge von 160 km.
Der Disang war früher einer der bekanntesten heiligen Flüsse.